# Argeleb I
Argeleb I (sindarin «Plata Real»), el séptimo rey de Arthedain, es un personaje ficticio perteneciente al legendarium del escritor británico J. R. R. Tolkien. Nacido en el año 1226 T. E., Argeleb I era un Dúnadan, hijo de Malvegil, el sexto Rey de Arthedain. Su reinado duró siete años (1349-1356 T.E) y tras 130 años de vida, muere en el año 1356 T. E. batallando contra Rhudaur y Angmar, siendo sucedido por su hijo Arveleg I.

## Reinado
Argeleb I asume el trono tras la muerte de su padre en el año 1349 T. E. gobernando hasta su muerte en 1356 T. E. Su reinado está caracterizado por la lucha contra el reino de Angmar y su aliado Rhudaur. Asimismo, durante su reinado se produjeron importantes migraciones por parte de los linajes hobbits, preparando el camino para la fundación de la Comarca en el año 1601 T.E.

### Guerra
Tras la muerte de Malvegil en 1349 T. E., le sucedió su hijo Argeleb I. Este rey fue el primero en volver a reclamar la soberanía sobre todo el antiguo reino de Arnor, debido a que en Rhudaur y Cardolan se había extinguido el linaje de Isildur. A partir de él, todos los reyes de Arthedain reclamaron la corona y tomaron títulos que empezaban con el prefijo Ar(a)- (sindarin «Rey»), como manifestación de dicha reclamación como únicos descendientes de Isildur.

«En los días de Argeleb hijo de Malvegil, como no quedaban descendientes de Isildur en los otros reinos, los reyes de
Arthedain volvieron a reclamar todo Arnor. Rhudaur se opuso.»
«Anales de los Reyes y Gobernantes», en los Apéndices de El Señor de los Anillos.

Ante esta reclamación, el gobernante de Rhudaur, un jefe de los Hombres de las Colinas secretamente aliado con el Rey Brujo de Angmar, se negó a reconocer dicha reclamación. Por esta época, en el reino sucesor de Rhudaur los dúnedain habían perdido su hegemonía y como consecuencia de ello, el reino se había convertido en una marioneta al servicio del reino de Angmar, luchando conforme a los designios del Rey Brujo.

«Allí los Dúnedain eran pocos, y el poder estaba en manos de un jefe malvado de los Hombres de la Colina, que tenía un pacto
secreto con Angmar.»
«Anales de los Reyes y Gobernantes», en los Apéndices de El Señor de los Anillos.

Debido a la negativa de Rhudaur a reconocer la reclamación de Argeleb I y en previsión del conflicto, el rey Argeleb I ordenó la fortificación de las Colinas de los Vientos. Pese a ello en el año 1356 T. E., Angmar y Rhudaur atacaron Arthedain y sitiaron la Colina de los Vientos. Argeleb I murió en la batalla que se libró en la colina.

«Por tanto, Argeleb fortificó las Colinas de los Vientos; pero fue muerto en batalla con Rhudaur y Angmar.»
«Anales de los Reyes y Gobernantes», en los Apéndices de El Señor de los Anillos.

### Hobbits
En el año 1050, durante el reinado de Mallor (1029-1110 T.E) de Arthedain, los hobbits o periannath son mencionados por primera vez en los documentos debido a la llegada del linaje de los Pelosos a Eriador. A este clan le seguirían en el año c.1150, durante el reinado de Celepharn (1110-1191 T.E) los linajes de los Albos y los Fuertes. Los Hobbits se establecieron en las Tierras del Ángulo y en las Tierras Brunas.
Es muy probable que la guerra de Argeleb I contra Rhudaur provocara gran sufrimiento entre la población hobbit. Esto parece claro ya que los hobbits estaban asentados en las tierras del Ángulo, y en torno al año c.1300 habían empezado a migrar hacia el oeste, hacia las tierras de las Colinas de los Vientos, y más allá hacia las tierras de Bree. Esto nos sitúa a la población hobbit en la frontera entre Arthedain y Rhudaur, y por tanto en la zona de conflicto entre ambos reinos. Por tanto, en 1356 T.E, y como consecuencia de la ofensiva de Rhudaur contra Arthedain, los Hobbits abandonaron el Ángulo en tres direcciones: la mayoría emigró hacia las tierras de Bree, otros huyeron con los Fuertes a las Tierras Ásperas y unos pocos regresaron a los antiguos asentamientos allende las Montañas Nubladas.
Esta emigración fue determinante para que en el año 1601 T.E, los hobbits asentados en las tierras de Bree recibieran el permiso del rey Argeleb II (1589-1670 T.E) de Arthedain para establecerse en las tierras allende el río Barnduin, fundando así la Comarca.

### Sucesión
La prematura muerte de Argeleb I en batalla, hizo que su hijo Arveleg I (1356-1409 T.E) tuviera que asumir el trono en unas circunstancias muy adversas. Sin embargo, Arveleg I, con ayuda de Cardolan y Lindon pudo expulsar a los invasores.

«Arveleg hijo de Argeleb, con ayuda de Cardolan y Lindon, expulsó al enemigo de las Colinas; y por muchos años Arthedain y Cardolan se mantuvieron fuertes en una frontera a lo largo de las Colinas de los Vientos, el Camino Grande y el curso inferior del Fontegrís. Se dice que en este tiempo Rivendel fue sitiado.»
«Anales de los Reyes y Gobernantes», en los Apéndices de El Señor de los Anillos.

Esto dio al reino unos años de paz para recobrar fuerzas, antes de que una nueva ofensiva de Angmar, en el año 1409 T.E destruyera la Cima de los Vientos y diera muerte al propio Arveleg I. Padre e hijo tuvieron, en definitiva, un destino semejante.